# ヴィルフリート・ハンネス
ヴィルフリート・ハンネス（Wilfried Hannes、1957年5月17日 -）は、ドイツ・de:Echtz出身の元サッカー選手。西ドイツ代表。ポジションはDF。

## 経歴
西ドイツ代表では8試合に出場。1982年のFIFAワールドカップ・スペイン大会にも出場した。ボルシア・メンヒェングラートバッハでは2度のリーグ優勝、UEFAチャンピオンズカップ準優勝などに貢献した。DFでありながらも、1980-81年シーズンには16得点、1981-82年シーズンには8得点、1982-83年シーズンには9得点と、多くの得点を挙げた。その後シャルケ04でも2シーズンプレーした。

## タイトル
- ボルシア・メンヒェングラートバッハ
  - ブンデスリーガ : 1975-76, 1976-77
  - UEFAカップ : 1978-79

- 西ドイツ
  - FIFAワールドカップ準優勝 : 1982

## 成績
| 出場記録 | 出場記録                           | 出場記録       | リーグ戦 | リーグ戦 |
| シーズン | チーム                             | リーグ         | 出場     | 得点     |
| ドイツ   | ドイツ                             | ドイツ         | リーグ戦 | リーグ戦 |
| -------- | ---------------------------------- | -------------- | -------- | -------- |
| 1975–76  | ボルシア・メンヒェングラートバッハ | ブンデスリーガ | 9        | 1        |
| 1976–77  | ボルシア・メンヒェングラートバッハ | ブンデスリーガ | 21       | 3        |
| 1977–78  | ボルシア・メンヒェングラートバッハ | ブンデスリーガ | 21       | 0        |
| 1978–79  | ボルシア・メンヒェングラートバッハ | ブンデスリーガ | 22       | 1        |
| 1979–80  | ボルシア・メンヒェングラートバッハ | ブンデスリーガ | 32       | 4        |
| 1980–81  | ボルシア・メンヒェングラートバッハ | ブンデスリーガ | 33       | 16       |
| 1981–82  | ボルシア・メンヒェングラートバッハ | ブンデスリーガ | 31       | 8        |
| 1982–83  | ボルシア・メンヒェングラートバッハ | ブンデスリーガ | 23       | 9        |
| 1983–84  | ボルシア・メンヒェングラートバッハ | ブンデスリーガ | 25       | 6        |
| 1984–85  | ボルシア・メンヒェングラートバッハ | ブンデスリーガ | 23       | 4        |
| 1985–86  | ボルシア・メンヒェングラートバッハ | ブンデスリーガ | 21       | 6        |
| 1986–87  | シャルケ04                         | ブンデスリーガ | 27       | 1        |
| 1987–88  | シャルケ04                         | ブンデスリーガ | 21       | 3        |
| スイス   | スイス                             | スイス         | League   | League   |
| 1988–89  | ACベッリンツォーナ                 | スーパーリーグ | 29       | 5        |
| 1989–90  | FCアーラウ                         | スーパーリーグ | 13       | 1        |
| 国       | ドイツ                             | ドイツ         | 309      | 62       |
| 国       | スイス                             | スイス         | 42       | 6        |
| 通算成績 | 通算成績                           | 通算成績       | 351      | 68       |